# 22550 Джонселлон
22550 Джонселлон (22550 Jonsellon) — астероїд головного поясу, відкритий 31 березня 1998 року.
Тіссеранів параметр щодо Юпітера — 3,550.